# 八珍湯
八珍湯是傳統中醫流傳下來的藥方，最早出現記載於1529年明朝時任南京太醫院院使（院長）薛己所著的《正體類要》（正骨科專書）。八珍湯是由四君子湯和四物湯組合而成，即人參、白朮、茯苓、甘草、當歸、熟地黃、芍藥及川芎，能夠補氣益血，主治氣血兩虛、面色蒼白或萎黃、頭昏眼花、四肢倦怠、氣短懶言、食慾減退、瘡瘍潰後久不收口、心悸怔忡、月經失調及崩漏不止等。廣泛用於各種慢性疾病、病後虛弱、貧血、手術後切口長期不癒合者；及功能性子宮出血及頑固性潰瘍等，屬於氣血兩虛者。
若在八珍湯中加入黃耆、肉桂即為十全大補湯。而若抽掉川芎，加入五味子、遠志和陳皮，便成為人參養榮湯。材料方面，一般來說只要使用合格的廠商生產的藥品便可以安全服用。但痛經女性使用此類補品時，應綜合現代生理醫學觀念考慮，例如因擔心荷爾蒙的作用，補腎藥物等則不建議混合在其中服用。

## 外部連結
- 八珍湯 中藥方劑圖像數據庫 (香港浸會大學中醫藥學院) （中文）（英文）